# Synagoge (Oberwesel)

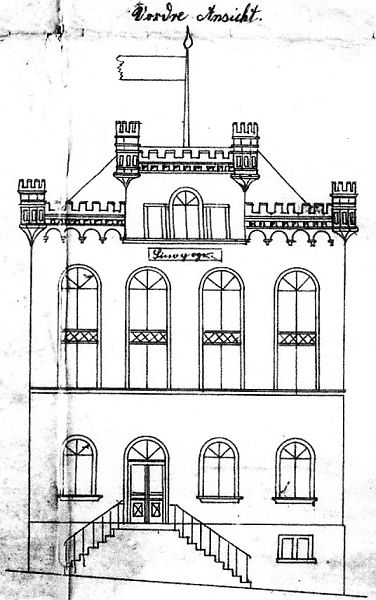
Architekturzeichnung von Joseph Kipper aus dem Jahr 1886: Vorderansicht der Synagoge in Oberwesel

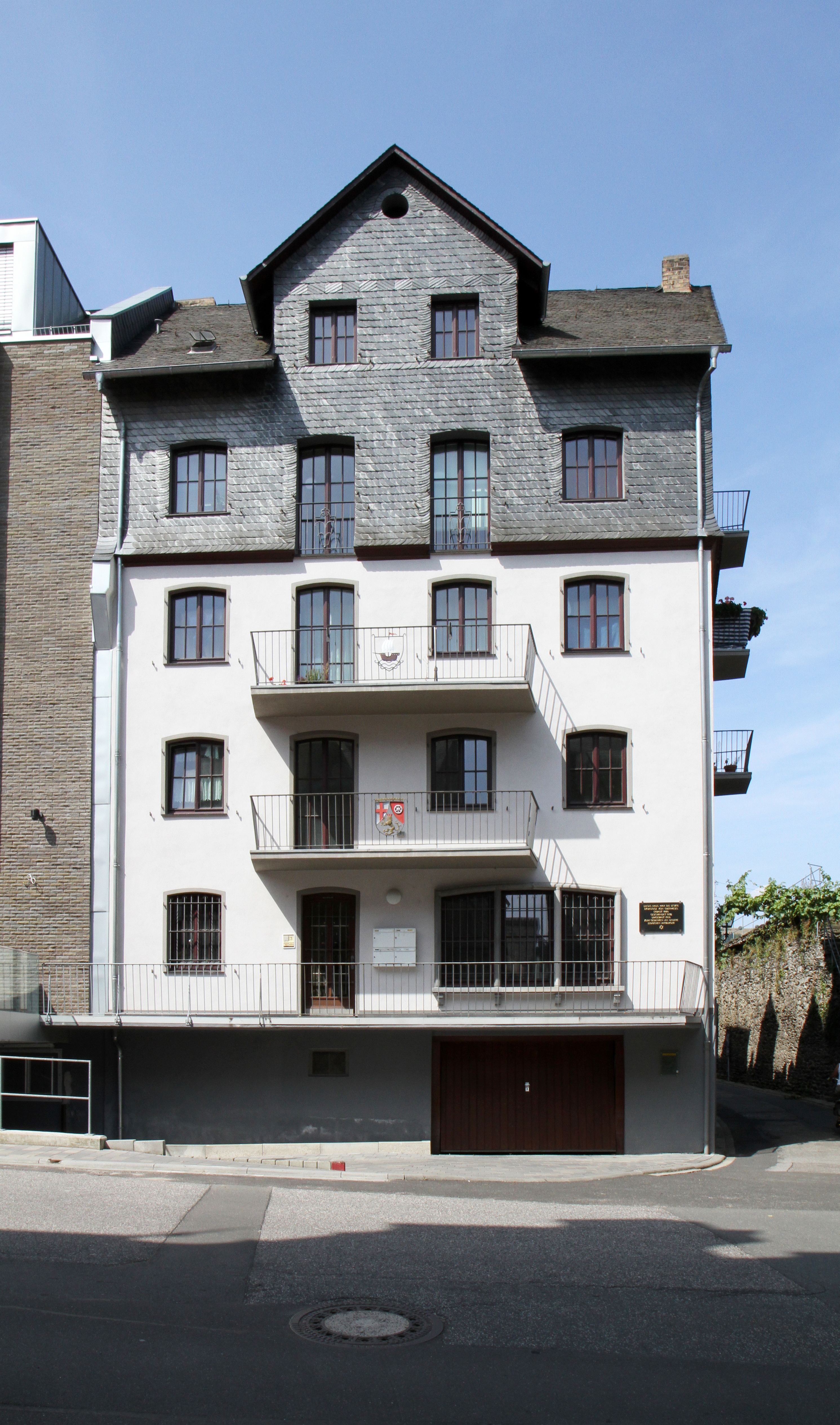
Das Synagogengebäude nach dem Umbau

Die Synagoge in Oberwesel, einer Stadt im Rhein-Hunsrück-Kreis in Rheinland-Pfalz, wurde 1886 errichtet. Die profanierte Synagoge steht am Schaarplatz 3.

## Geschichte
Der Vorgängerbau brannte am 16. August 1885 ab, er wurde durch einen Neubau des Maurermeisters Joseph Kipper ersetzt. Die feierliche Einweihung fand am 20. Oktober 1886 statt. Der dreigeschossige Backsteinbau im Stil des Historismus besaß eine Frauenempore. 

## Zeit des Nationalsozialismus
Beim Novemberpogrom 1938 wurde die Inneneinrichtung der Synagoge zerstört. Die Trümmer der Einrichtung, die rituellen Gegenstände und die Torarollen wurden in den Oberbach geworfen. 1940 kam das Synagogengebäude in den Besitz der Stadt Oberwesel. 

## Heutige Nutzung
1957 wurde das Synagogengebäude umgebaut und diente bis 1974 als Polizeidienststelle. Nach dem Verkauf an einen Privatmann wurde das Gebäude vom neuen Besitzer zu einem Wohnhaus umgebaut.